# Zethesides umbrifera
Zethesides umbrifera là một loài bướm đêm trong họ Noctuidae.